# Catocala coloradensis
Catocala coloradensis là một loài bướm đêm trong họ Erebidae.